# Recep Çetin
Recep Çetin, född 1 oktober 1965 i Turkiet, är en turkisk före detta professionell fotbollsspelare. Han är även känd som Takoz Recep. Han började spela fotboll i Sakaryaspor 1979. Därefter blev han skickad till Beşiktaş JK där han spela 10 säsonger. Han har också spelat i klubbar som İstanbulspor och Trabzonspor. Han spelade också 56 matcher för det turkiska fotbollslandslaget. Cetin slutade att spela fotboll 2002.

## Meriter
Beşiktaş
- Süper Lig: 1990, 1991, 1992, 1995
- Turkiska Cupen: 1989, 1990, 1994, 1998
- Turkiska Supercupen: 1989, 1992, 1994, 1998